# A46 (Frankrijk)
De A46 is een autosnelweg gelegen in Frankrijk, die de plaats Anse met Givors verbindt en tevens aansluit op de rondwegen van Lyon. De weg van ongeveer 62 km lengte werd in 1992 voor het verkeer opengesteld. Het hele traject van de A46 doorkruist twee departementen: Rhône en Ain. Een deel van de snelweg ten oosten van de stad Lyon is uitgevoerd als autoweg met het wegnummer N346.

## Geschiedenis

### Aanleggeschiedenis
In de jaren '60 en '70 werd de A6-A7 door Lyon gebouwd, maar destijds was er nog geen rondweg. De A46 is voornamelijk eind jaren '80 en begin jaren '90 aangelegd. In 1988 opende het eerste deel tussen Neyron en Rillieux-la-Pape. In 1990 werd dit deel zuidwaarts verlengd tot Vancia en omstreeks 1991 tot aan Les Échets. Op 1 november 1991 opende het deel vanaf de A6 bij Anse tot aan Les Échets. Tevens opende in 1991 het deel vanaf de A43 tot aan Brosses. In 1992 en 1993 werd het deel verder tot de A47 bij Givors opengesteld, waarmee de rondweg voltooid was. 

### Verbredingen
De A46 is oorspronkelijk met 2x2 rijstroken aangelegd, er was alleen een derde rijstrook richting noorden bij de klim vanuit de vallei van de Rhône. In 2007 is een verbreding tussen Genay en de parkeerplaats Mionnay opgeleverd. In 2011 is het aansluitende deel tussen parkeerplaats Mionnay en het knooppunt met de A432 verbreed. Daarbij is een nieuwe aansluiting bij Montanay gerealiseerd. In 2014 is de weg verbreed tussen het knooppunt met de A466 bij Ambérieux-d'Azergues en Genay. De verbreding was op 14 november 2014 gereed. Op 4 juli 2015 opende het knooppunt met de A466 voor het verkeer.

### Openstellingsgeschiedenis
| Van              | Naar             | Lengte | Datum      |
| ---------------- | ---------------- | ------ | ---------- |
| Neyron (A42)     | Rillieux-la-Pape | 2 km   | 00-00-1988 |
| Rillieux-la-Pape | Vancia           | 1 km   | 00-00-1990 |
| Vancia           | Les Échets       | 3 km   | 00-00-1990 |
| Les Échets       | Anse (A6)        | 20 km  | 01-11-1991 |
| Manissieux (A43) | Brosses          | 2 km   | 00-00-1991 |
| Mions            | Ternay (A47)     | 14 km  | 00-00-1992 |
| Brosses          | Mions            | 5 km   | 10-04-1993 |

## Toekomst
In het 'plan de relance autoroutier' van 2016 werd opgenomen dat een verbreding van het zuidelijk deel van de A46 (21 kilometer) nader bestudeerd gaat worden.

## Verkeersintensiteiten
In eerste instantie is de A46 nog vrij rustig vanaf de A6 met bij Monnay 43.700 voertuigen per etmaal. Na het afslaan van de A432 wordt de weg nog iets rustiger, met 33.900 voertuigen per dag bij Les Echets, maar dit stijgt tot 58.400 voertuigen voor de A42. Aan de zuidkant van Lyon rijden tussen de 54.000 en 78.800 voertuigen per etmaal.

## Tolkosten
De A46 is een tolweg op het noordelijkste gedeelte. In de praktijk is het tarief voor doorgaand verkeer gelijk aan dat voor de A6 en wordt dit verrekend aan het tolstation op de A6 bij Villefranche-sur-Saône.

## Rijstrookconfiguratie
| Van                 | Naar | Rijstroken | Lengte |
| ------------------- | ---- | ---------- | ------ |
|                     |      |            |        |
| Knooppunt van wegen | A6   |            |        |
| Knooppunt van wegen | A466 | 2x2        | 2 km   |
|                     |      |            |        |
| Knooppunt van wegen | A466 |            |        |
| Knooppunt van wegen | A432 | 2x3        | 17 km  |
|                     |      |            |        |
| Knooppunt van wegen | A432 | 2x2        | 4 km   |
|                     |      |            |        |
| Knooppunt van wegen | A42  | 2x3        | 3 km   |
|                     |      |            |        |
| Knooppunt van wegen | A42  |            |        |
| Knooppunt van wegen | A7   | 2x2        | 36 km  |